# Chris Clark (Sängerin)

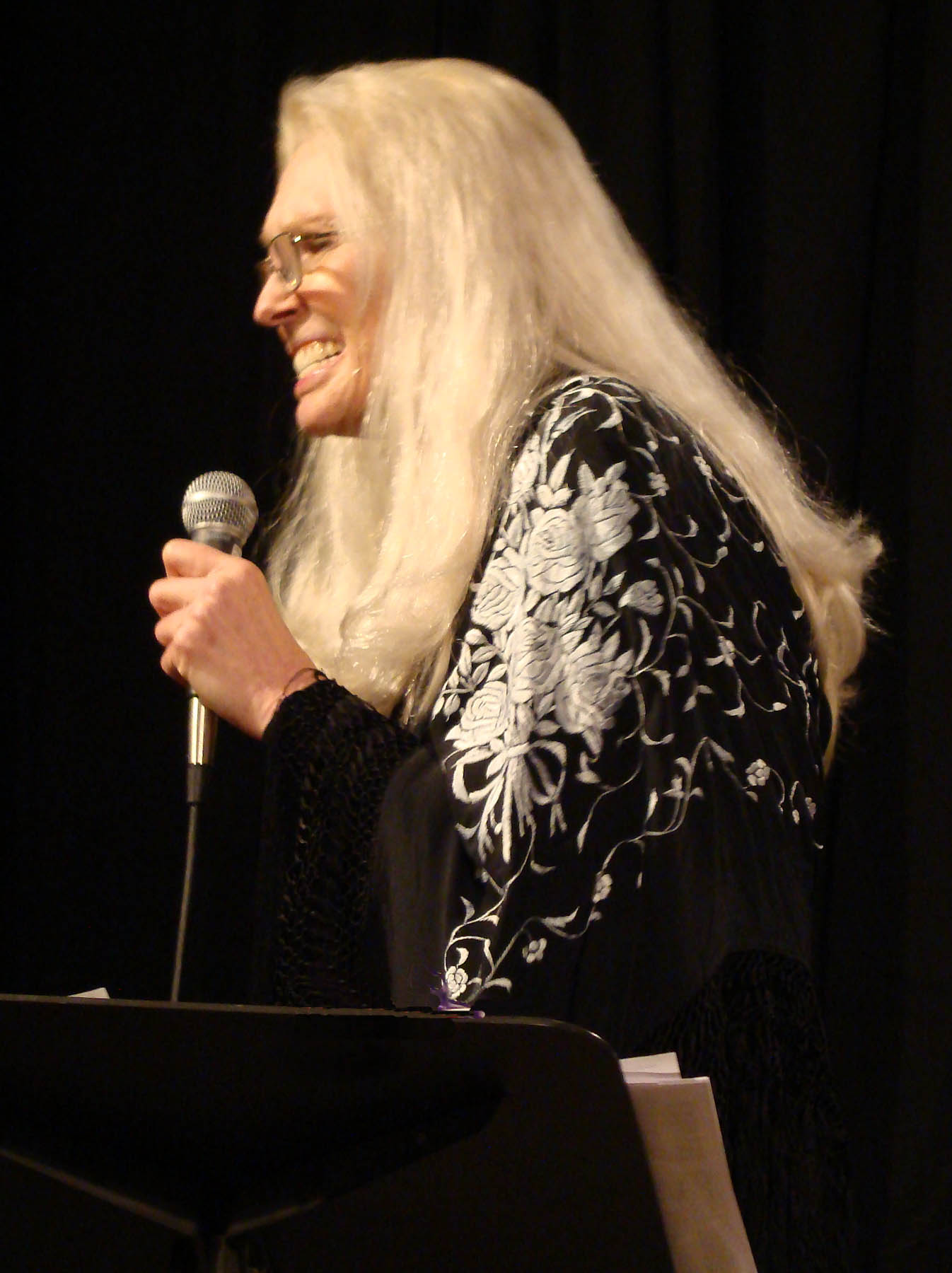
Chris Clark 2009

Christine Elizabeth Clark (* 1. Februar 1946 in Santa Cruz, Kalifornien), besser bekannt als Chris Clark ist eine US-amerikanische Soul-, Jazz- und Blues-Sängerin, die bei Motown Records aktiv war. Sie wurde vor allem als Northern-Soul-Künstlerin bekannt.

## Leben
Ihre musikalische Karriere begann in den 1960er Jahren, als sie als eine der wenigen „weißen“ Künstler wie Bobby Darin und Rare Earth auf dem Soul-Label Motown Records einen Vertrag erhielt. Entdeckt wurde sie von Hal Davis, der ein Vorsingen bei Berry Gordy in Detroit arrangierte. Ihre Debüt-Single wurde Do Right Baby, Do Right. Zusammen mit Gordy schrieb sie einige Songs. Die beiden wurden außerdem ein Paar. 1969 wurde sie Vizepräsidentin von Motowns Filmabteilung. Sie erreichte Bekanntheit durch ihr Drehbuch zu Lady Sings the Blues, der Filmbiografie von Billie Holiday, das sie zusammen mit Suzanne de Passe und Terence McCloy schrieb und für das sie eine Oscar-Nominierung erhielt. Clark arbeitete außerdem als Fotografin für das Label und blieb bis 1989 dem Label verbunden, auch wenn die Beziehung zu Gordy in den 1970ern zerbrach. Stattdessen heiratete sie 1982 den Drehbuchautoren Ernest Tidyman. Sie war seine vierte Frau.
Ihr größter Hit wurde der Song Love’s Gone Bad, der 1966 Platz 41 der von Billboard ermittelten Hot Rhythm & Blues Singles erreichte. 1967 erschien ihre erste LP Soul Sounds und 1969 ihre zweite LP CC Rides Again. In den Vereinigten Staaten wurde sie mit Ressentiments aufgenommen, was an ihrer Art zu singen lag, die ansonsten Schwarzen vorbehalten war. Auch ihre Beziehung zu Gordy wurde ihr aus rassistischen Motiven negativ ausgelegt. Dagegen war sie in England sehr beliebt, wo sie den rassistischen, aber durchaus schmeichelhaft gemeinten Spitznamen „the White Negress“ (in etwa „die weiße Negerin“) erhielt.
Nach ihrer Trennung von Motown zog sie sich zunächst aus der Öffentlichkeit zurück. Als in England 2005 eine Anthologie-CD erschien, begann sie jedoch erneut aufzutreten, zunächst als Vorband einer Temptations/Four-Tops-Tour.

## Diskografie

### Alben
- 1967: Soul Sounds (Motown)
- 1969: CC Rides Again (Motown)

### Kompilationen
- 2005: The Motown Collection (Motown)

### Singles
- 1965: Do Right Baby Do Right
- 1966: Love’s Gone Bad
- 1967: I Want to Go Back There Again
- 1967: From Head to Toe
- 1967: I Love You
- 1968: Whisper You Love Me Boy
- 2011: Dream or Cry